# Чагни
Чагни — село в Левашинском районе Дагестана. Входит в состав сельского поселения Сельсовет Верхне-Убекимахинский.

## География
Расположено в 11 км к юго-западу от районного центра села Леваши.

## Население
| 1895 | 1926 | 1939 | 1970 | 1989 | 2002 | 2010 |
| ---- | ---- | ---- | ---- | ---- | ---- | ---- |
| 134  | ↘61  | ↘56  | ↘14  | ↗29  | ↗46  | ↘28  |
| 2021 |      |      |      |      |      |      |
| ↗40  |      |      |      |      |      |      |